# الحافة (الرضاني)

تعديل مصدري - تعديل

الحافة  إحدى حارات مدينة الرضائي بمحافظة إب، بلغ تعداد سكانها 214 نسمة حسب تعداد اليمن لعام 2004.